# Reserva Particular do Patrimônio Natural Rio das Lontras
A Reserva Particular do Patrimônio Natural Rio das Lontras (RPPN Rio das Lontras) é uma unidade de conservação brasileira de proteção integral da natureza localizada no município catarinense de São Pedro de Alcântara, a aproximadamente 50 km da capital do estado, Florianópolis. Faz parte do Sistema Nacional de Unidades de Conservação da Natureza (SNUC) em caráter perpétuo e averbada em cartório de Registro de Imóveis.
Criada pelo casal Fernando José Pimentel Teixeira e Christiane de Souza Pimentel Teixeira em 2005, a área está inserida no segundo mais ameaçado bioma do planeta, a Mata Atlântica. A RPPN Rio das Lontras possui uma diversidade biológica impressionante, com sua floresta ombrófila densa montana, rica em canelas, perobas, figueiras, sassafrás, ingás e palmitos, além de centenas de espécies de orquídeas, bromélias, samambaias, xaxins, liliáceas e outras. Já na fauna destacamos os guaxinins, quatis, tatus, gambás, cuícas, ouriços, esquilos, jaguatiricas, pumas e lontras. Além de uma variedade de pássaros, como os tucanos, pica-paus, arapongas, tangarás-dançador, saíras, cais-cais, gralhas, tecelões, sabiás, jacus e macucos. E ainda répteis e insetos que são um espetáculo à parte.
A logomarca da reserva é uma história interessante, pois foi criada e cedida gentilmente pelo genial cartunista e escritor Ziraldo Alves Pinto, o criador do “Menino Maluquinho” e de tantas outras obras primas e que ainda caprichou na elaboração da linda e simpática Lontra batizada carinhosamente de “Zira”, em homenagem ao seu idealizador.
O objetivo maior além da preservação da biodiversidade é o trabalho em pesquisa científica e educação ambiental, levando conhecimento e cultura aos alunos das escolas da região e possibilitando uma melhoria na qualidade de vida e o trato com a natureza.
Declarada como Utilidade Pública pelo município de São Pedro de Alcântara pela Lei N° 508 de 21 de outubro de 2008.
Em 2009 são realizadas na área da RPPN o Inventário Florístico e Florestal, pesquisas de ictiofauna, mastofauna, herpetofauna, avifauna, biota aquática, sócio-econômico, geologia e hidrologia. Em 10 de março de 2010 através da Portaria Nº 22 o Instituto Chico Mendes de Conservação da Biodiversidade (ICMBio) aprova o Plano de Manejo da RPPN Rio das Lontras, que torna-se a primeira RPPN do estado de Santa Catarina e a quinta do bioma Mata Atlântica em todo o país em ter esse documento técnico obrigatório para toda Unidade de Conservação.
Em 2014 comemorando os dez anos da famosa logomarca, dezenas de cartunistas e artistas de diversos países criam suas versões no projeto denominado "Viva as Lontras", incluindo Mauricio de Sousa, Laerte Coutinho, Jal, Jean Galvão, Spacca, Nani, Baptistão, Orlando Pedroso, Pryscila, Aroeira, Fernando Gonsales, Dalcio Machado, entre outros grandes nomes.
Prêmios:
Ganha em 2010 o Prêmio Preservação Ambiental da ADVB Santa Catarina;
Em 2011 ganha o Prêmio Expressão de Ecologia, a maior premiação ambiental do sul do país;
No IV Congresso Brasileiro de RPPN realizado em outubro de 2011 na cidade de Porto Alegre, RS, ganha o Troféu Destaque RPPN, concedido pela Comissão Organizadora do evento pela proposta da criação do Dia Nacional das RPPNs.